# Església de Sant Mateu d'Anykščiai
L'Església de Sant Mateu d'Anykščiai (en lituà:Anykščių Šv apaštalo Evangelisto Mato Baznycia) és una construcció neogòtica en maó vermell a la ciutat d'Anykščiai, Lituània. L'església està situada al marge dret del riu Šventoji. Les dues torres del temple, cadascuna de 79 metres d'alçada, fan de l'església la més alta de Lituània. Els vitralls de brillants colors van ser realitzades per l'artista lituà Anortė Mackelaitė, entre els anys 1971 i 1986.

## Història
La ciutat d'Anykščiai va ser esmentada per primera vegada en documents escrits el 1442. La primera església construïda en estructura de fusta es va fer abans del 1500. A propòsit de la construcció d'aquesta església catòlica –després de la cristianització de Lituània–, es va atorgar a la ciutat els drets de Magdeburg el 1516. L'església va ser destruïda per un foc als anys 1566 i 1671, estant reconstruïda ràpidament ambdues vegades. L'estructura de fusta en descomposició va ser substituïda per una de maó, edificada el 1765. Les agulles de quatre pisos en blanc que acompanyen els campanars van ser acabades el 1823.
Després de la construcció del ferrocarril entre Panevėžys i Švenčionėliai al segle xix, l'església va ser reformada urant un període de deu anys entre 1899 i 1909. Les torres originals eren de 84 metres d'alçada, però havien estat deliberadament destruïdes durant la Primera Guerra Mundial. Les torres en caure van fer malbé també el sostre, l'interior, incloent l'altar major i parts dels arxius, a més a més va ser devastada per un foc el 1928. Això va portar a una nova reconstrucció de l'església junt amb les torres, encara que la seva alçada es va reduir en 5 metres.
També hi ha una llegenda relacionada amb la pedra Puntukas, una pedra famosa a Lituània. Segons aquesta llegenda, el diable volia destruir l'església deixant caure una pesada pedra sobre seu. Tanmateix, el cant d'un gall va prevenir que això succeís i la pedra va caure lluny de l'església. Ara és una atracció turística.

## Arquitectura

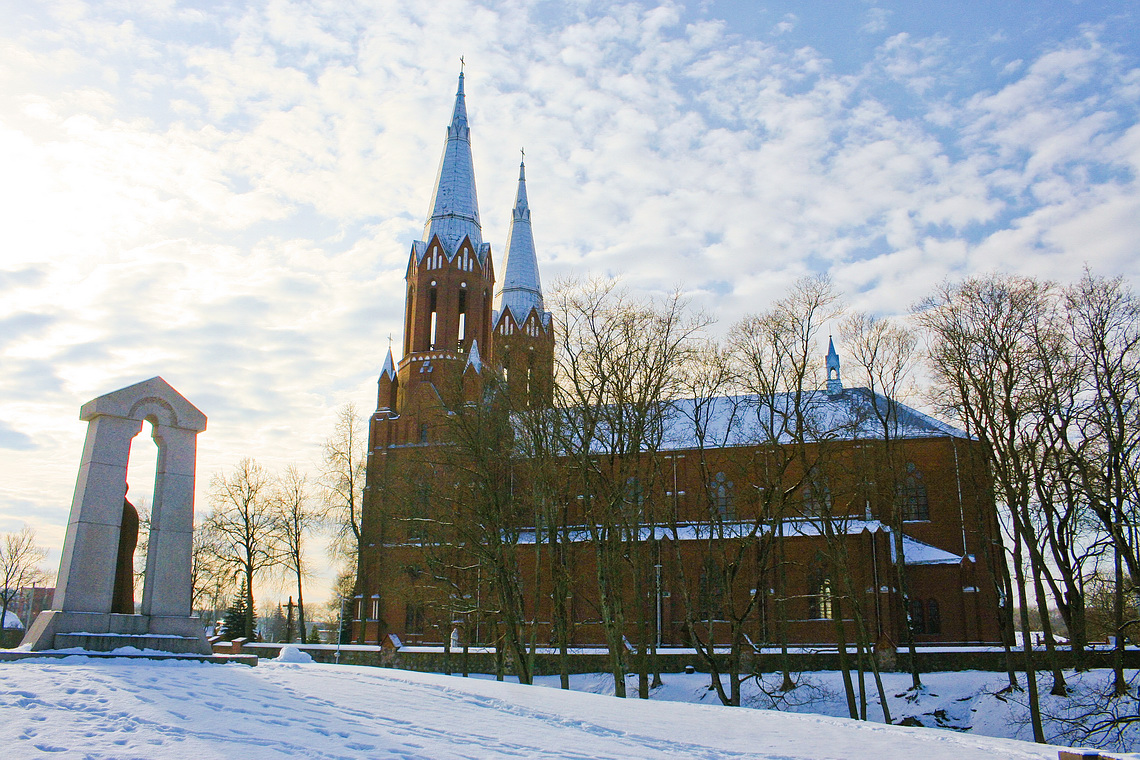
Edifici de l'església amb el monument del bisbe Antanas Baranauskas al parc

L'actual edifici de l'església consta de dues torres, les quals són de 79 metres d'alçada. L'edifici va ser construït en maons vermells en l'estil arquitectònic neogòtic. La planta segueix els principis bàsics de l'arquitectura de les catedrals: té tres naus i voltes de creueria. La façana de l'església té vitralls que es van instal·lar entre 1971-1986, amb el pagament efectuat per Anortė Mackelaitė. Té un gran decorat artístic a l'interior de l'església als altars i púlpits. Una estàtua de sant Mateu està instal·lada darrere la gran creu a l'altar principal. A més a més hi ha molts altars, estàtues i pintures. L'església també té un orgue gran que va ser comprat el 1998 a l'Església Baptista de Sant Llorenç de Southampton. L'església està envoltada per un parc. L'any 1993 un monument va ser construït per al poeta lituà i bisbe Antanas Baranauskas (1835-1902), natural d'Anykščiai i autor del famós poema Anykščių šilelis.